# Azuchi
Azuchi (安土町?, Azuchi-chō) era una cittadina del Giappone localizzata nel distretto di Gamō, nella zona orientale della prefettura di Shiga, sulla costa est del lago Biwa. Il 21 marzo 2010 è stata inglobata nella città di Ōmihachiman.

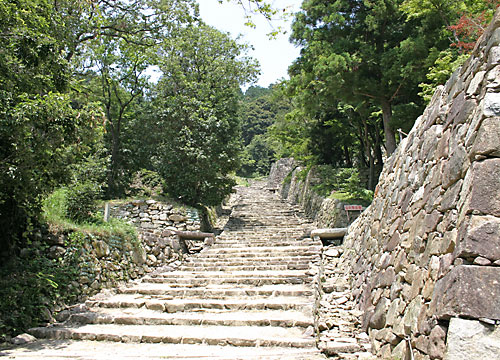
Resti della scalinata del castello di Azuchi

È "conosciuta" dal punto di vista storico per il castello di Azuchi, costruito durante il periodo Azuchi-Momoyama, da cui la città ha tratto il proprio nome.

## Geografia fisica
- Lago Biwa (Biwako)
- Lago occidentale (Nishi no mizuumi)
- Monte Kinugasa (Kinugasa yama) - altezza 432,7 m
- Monte Mitsukuri (Mitsukuri yama) - altezza 375,3 m
- Monte Azuchi (Azuchi yama) - altezza 198,9 m

### Comuni limitrofi
- Ōmihachiman
- Higashiōmi

## Storia
- 1954 - La città di Azuchi viene fondata tramite l'unione del villaggio di Azuchi e di Oiso del distretto di Gamo.
- 1955 - Il quartiere Shimizuhana della città viene accorpato alla città di Gokashō (l'attuale Higashiōmi) del distretto di Kanzaki.
- 2010 - Viene assorbita dalla città di Ōmihachiman e la municipalità di Azuchi viene abolita.

## Città gemellate o associate
In Giappone
Città membro dell'Associazione Oda Nobunaga di cui fanno parte le seguenti municipalità:
- Kiyosu (prefettura di Aichi)
- Komaki (prefettura di Aichi)
- Nagoya (prefettura di Aichi)
- Gifu (prefettura omonima)
- Ōgaki (prefettura di Gifu)
- Anpachi (prefettura di Gifu)
- Takashima (prefettura di Shiga)
- Echizen (prefettura di Fukui)
- Fujinomiya (prefettura di Shizuoka)
- Kanra (prefettura di Gunma)
- Tendō (prefettura di Yamagata)

All'estero
- Il 20 febbraio 2005 è avvenuto il gemellaggio con la città italiana di Mantova.

## Istruzione

### Scuole elementari
- Scuola elementare di Azuchi
- Scuola elementare di Oiso

### Scuole medie
- Scuola media di Azuchi

## Strutture pubbliche

### Biblioteche
- Biblioteca pubblica di Azuchi

Ospita circa 110 000 volumi, tra cui Azuchi bunkō (Edizioni Azuchi) che raccolgono diversi materiali inerenti a Oda Nobunaga.

### Edifici comunali
- Edificio comunale di Azuchi

Ospita regolarmente vari corsi per chi risiede e lavora nella città. I corsi promuovono in genere l'apprendimento culinario e della storia locale.

### Altre strutture
- Casa della cultura (Takumi no sato)

Struttura creata al fine di contribuire alla diffusione della storia e cultura locali. Si divide in due edifici: uno per gli studi preliminari e uno più specialistico.

## Monumenti e luoghi d'interesse
Turismo
- Villaggio della cultura e dell'arte (Bungei no kyō (文芸の郷?))
  - Museo di archeologia del castello di Azuchi (滋賀県立安土城考古博物館?)
    - Ex-residenza della famiglia Miyaji, costruita nel 1754 - patrimonio culturale nazionale di grande valore
    - Ex-stazione di polizia di Azuchi, costruita nel 1885 - patrimonio culturale registrato
    - Ex-edificio scolastico Yanagihara, costruito nel 1876 - patrimonio culturale della prefettura di Shiga

  - Sale di Nobunaga (安土城天主信長の館?) - sale corrispondenti al quinto e sesto piano, ricostruite in occasione dell'Expo '92 di Siviglia e successivamente riposte in questa collocazione.
  - Seminario culturale (文芸セミナリヨ?)
  - Azuchi Mariete (あづちマリエート?)
- Centro documentazioni sul castello di Azuchi
- Centro informazioni - ex-residenza della famiglia Iba (edificio occidentale costruito nel 1913 da William Merrell Vories)